# شريان سامبسون
شريان سامبسون (بالإنجليزية: Sampson artery)‏‏ هو شريان أسفل رباط الرحم المستدير. يُمثل تفاغر الشريان الرحمي مع الشريا المبيضي.
سُمي نسبةً إلى جون ألبرتسون سامبسون.

## الأهمية السريرية
يُعتبر شريان سامبسون شريانًا غير مُهم، وبالتالي يُقطع في عملية استئصال الرحم. قد يكون شريان سامبسون مصدرَ تدمي الصفاق، ولكن نادرًا ما يكون سببًا لخطرٍ ديناميكي دموي على الشخص، ولكن يمكن بسهوله كيي أو تخييطه لمنع النزيف.